# 志染町吉田
志染町吉田（しじみちょうよしだ）は、兵庫県三木市にある大字。郵便番号は673-0501。

## 地理

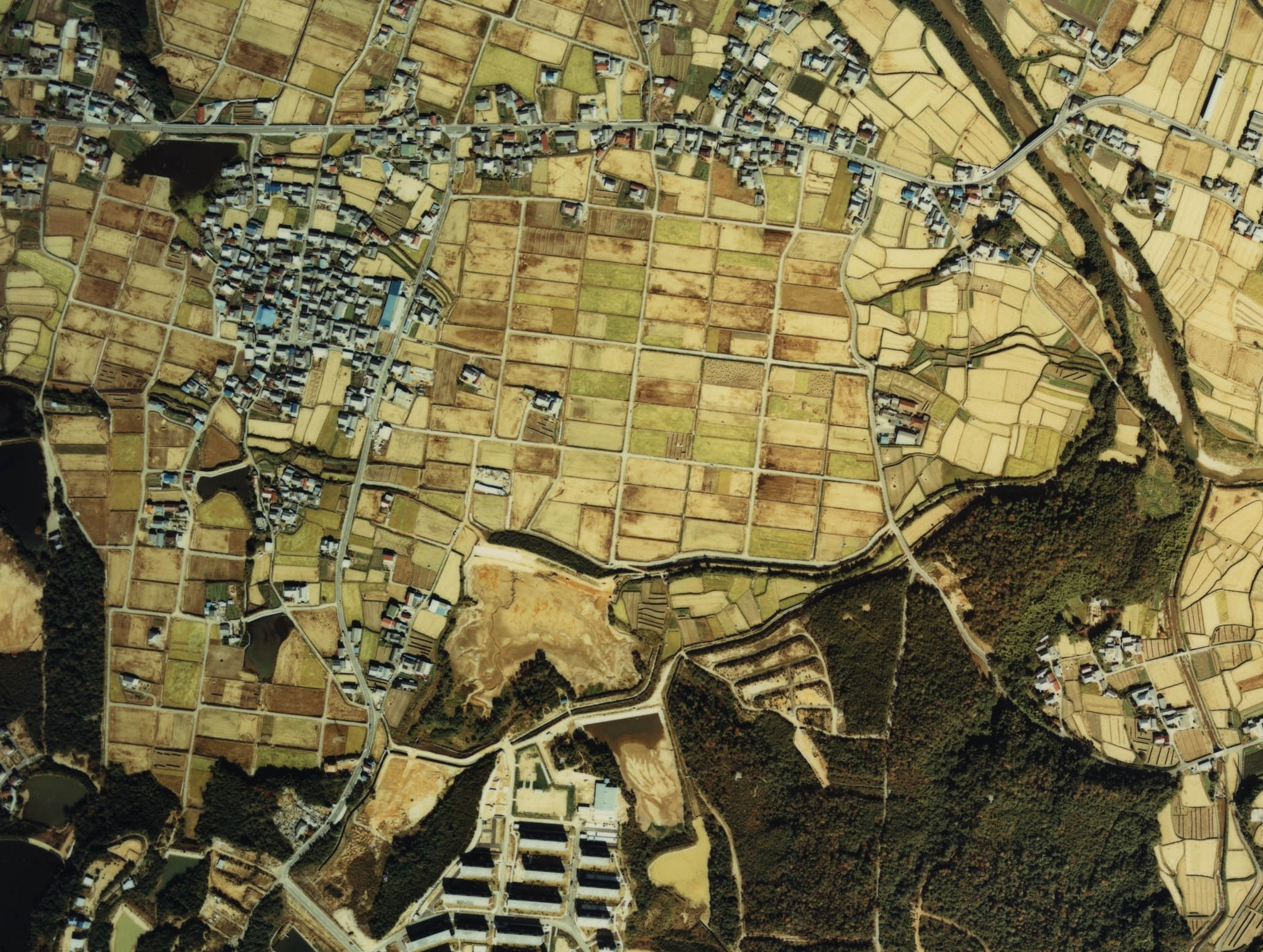
1974年度の志染町吉田

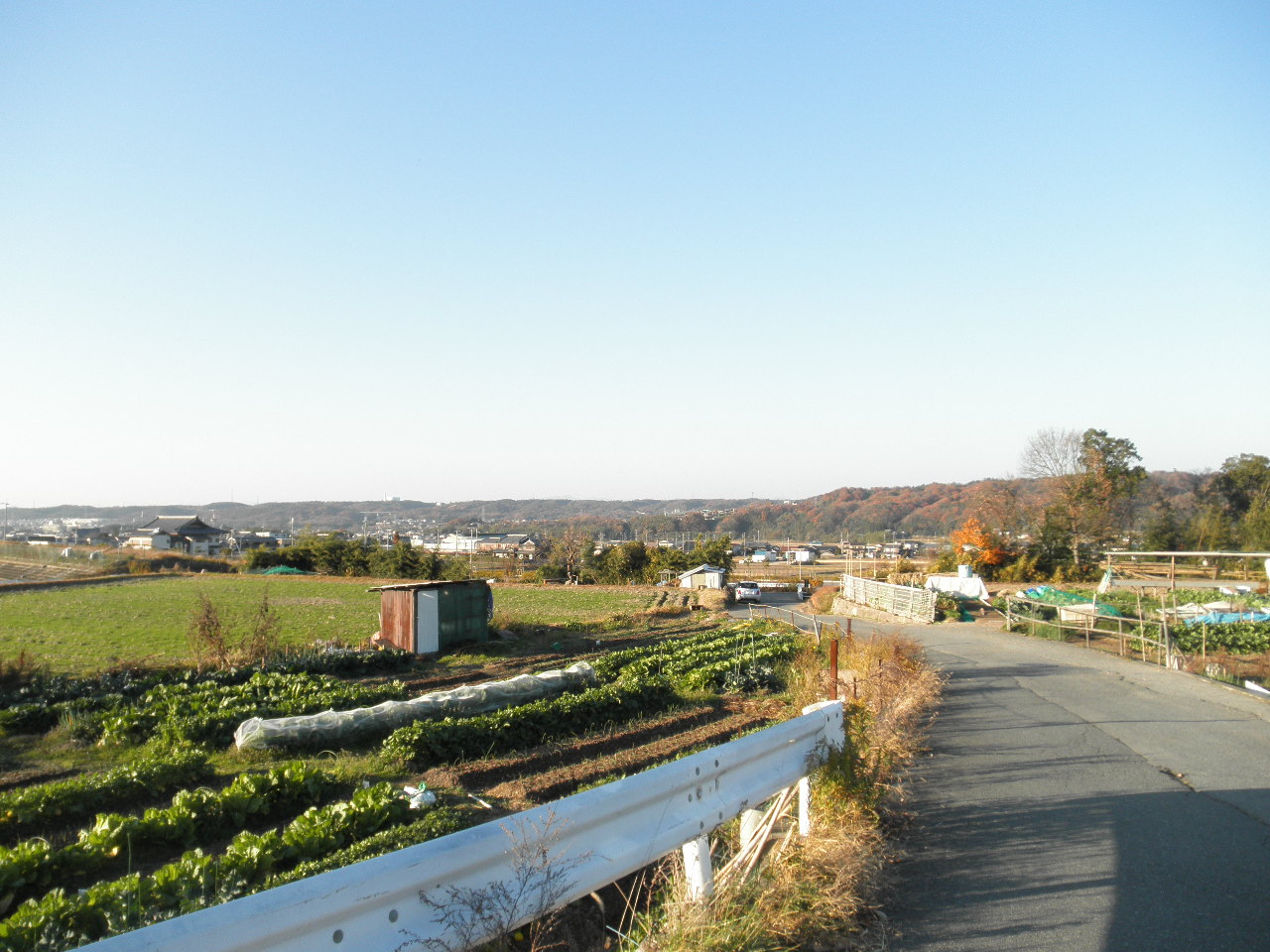
志染町吉田の街並み

- 志染地区の西側に位置し、農業地域と住宅地域が混在する地域である。以前は忍海部造細目が住んでおり、古くから開けた土地である。由来は都人の住んでいる土地であったことから名付けられた。[4]東側は志染町細目・西側は宿原・南側は志染町西自由が丘、自由が丘本町・北側は志染町安福田と接する。

## 歴史
- 1954年7月1日 - 三木市へ編入し、三木市志染町吉田になる。

### 字域の変遷
| 実施前               | 実施年       | 実施後           |
| -------------------- | ------------ | ---------------- |
| 美嚢郡志染村大字吉田 | 1954年7月1日 | 三木市志染町吉田 |

## 世帯数と人口
2022年（令和4年）2月28日現在の世帯数と人口は以下の通りである。
| 町丁       | 世帯数  | 人口  |
| ---------- | ------- | ----- |
| 志染町吉田 | 283世帯 | 634人 |

## 小・中学校の学区
市立小・中学校に通う場合、学区は以下の通りとなる。
| 番地                                                      | 小学校                 | 中学校                 |
| --------------------------------------------------------- | ---------------------- | ---------------------- |
| 1234番地、1241番地、1242番地及1248番地（6・7・8号は除く） | 三木市立自由が丘小学校 | 三木市立自由が丘中学校 |
| 上記以外                                                  | 三木市立志染小学校     | 三木市立緑が丘中学校   |

## 施設

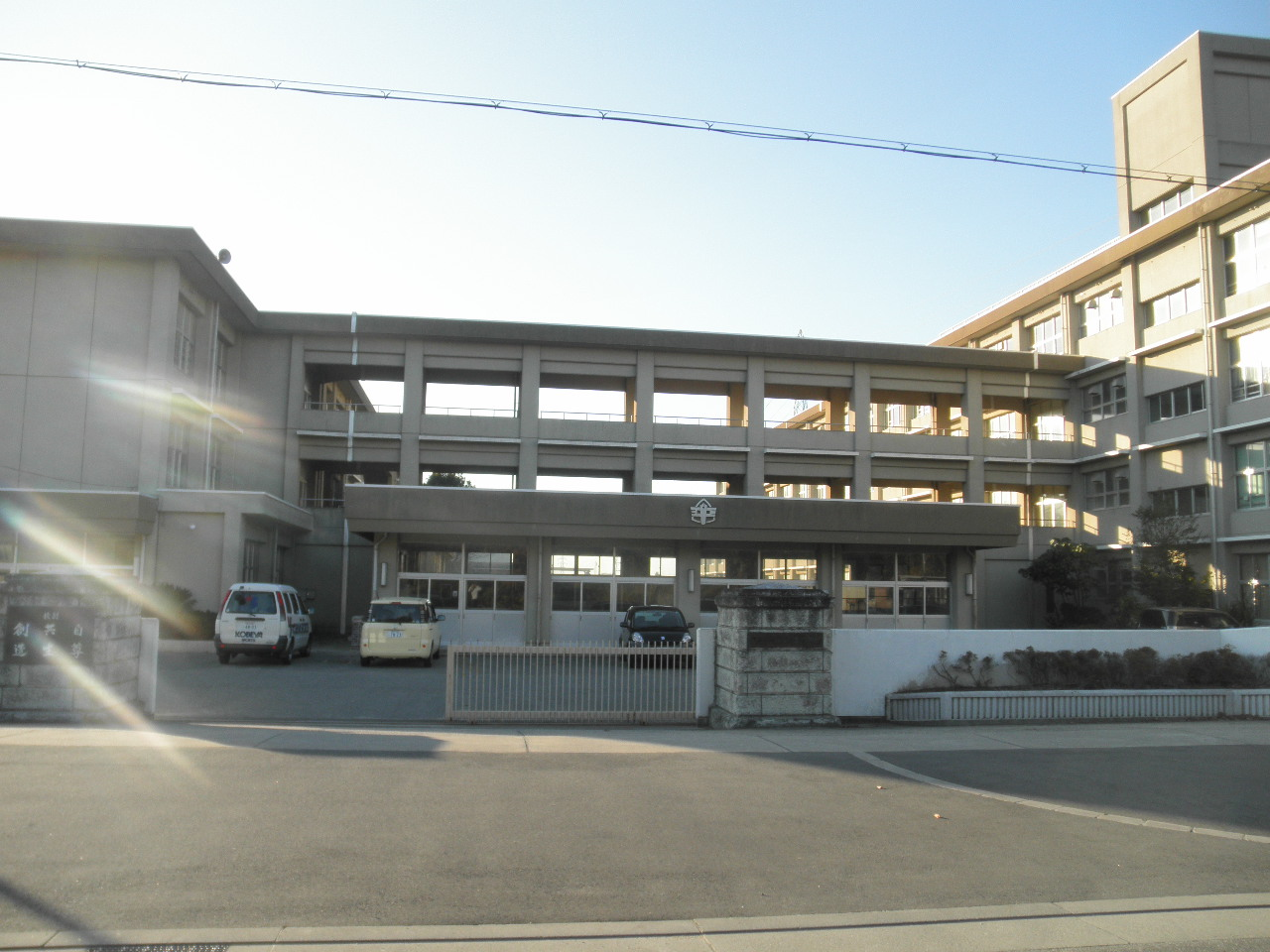
三木市立自由が丘中学校
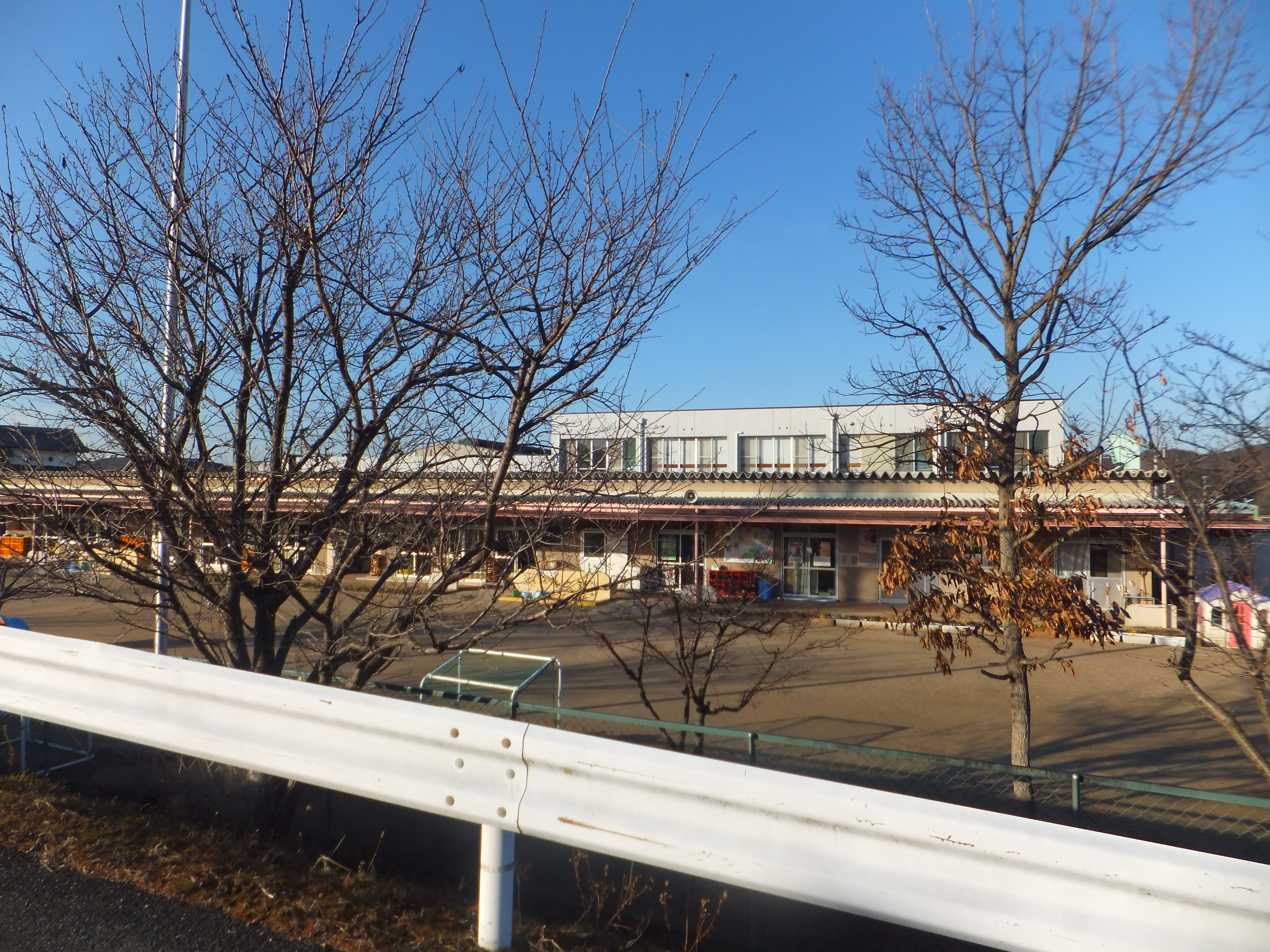
三木市立志染保育所
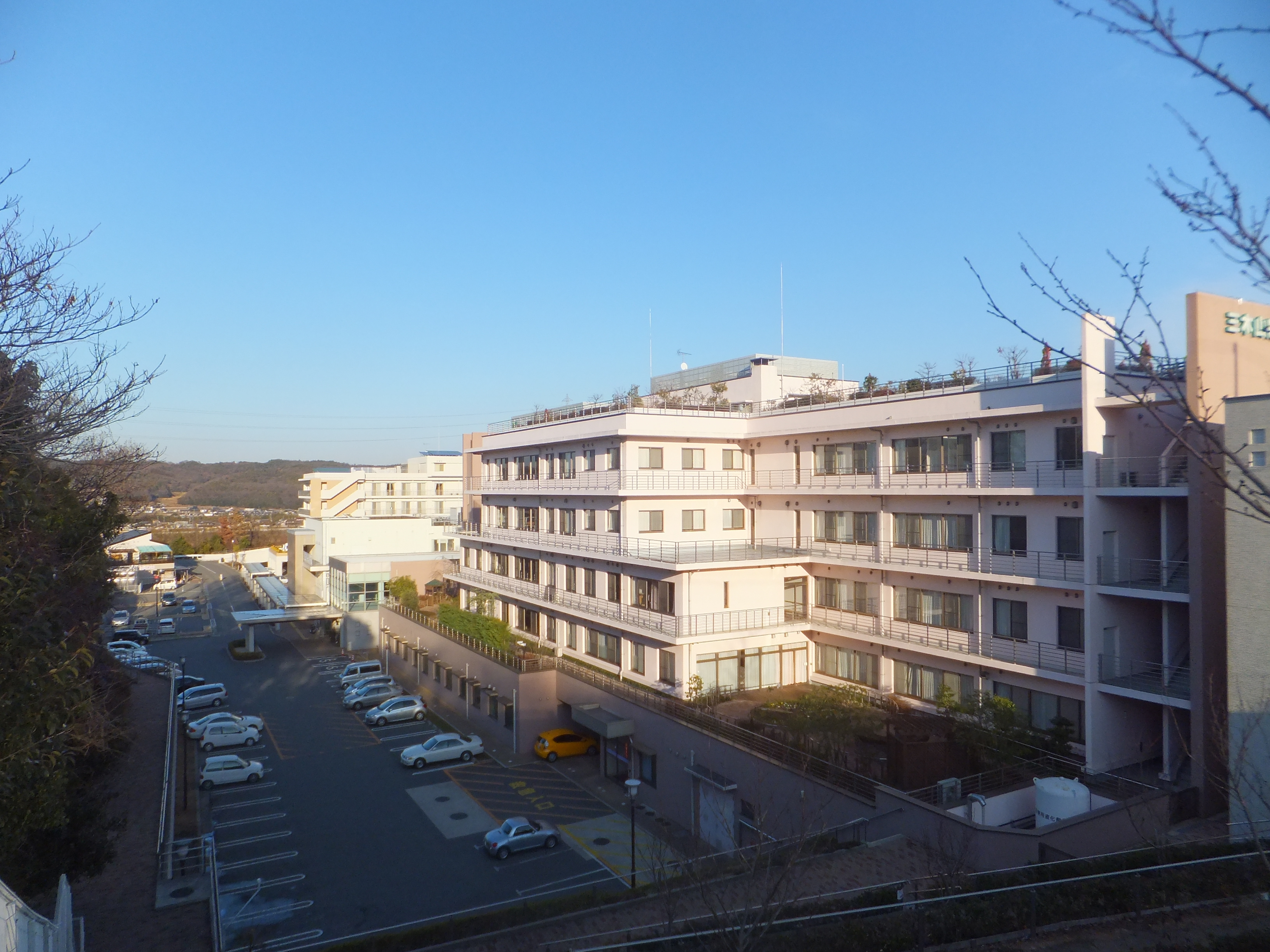
三木山陽病院
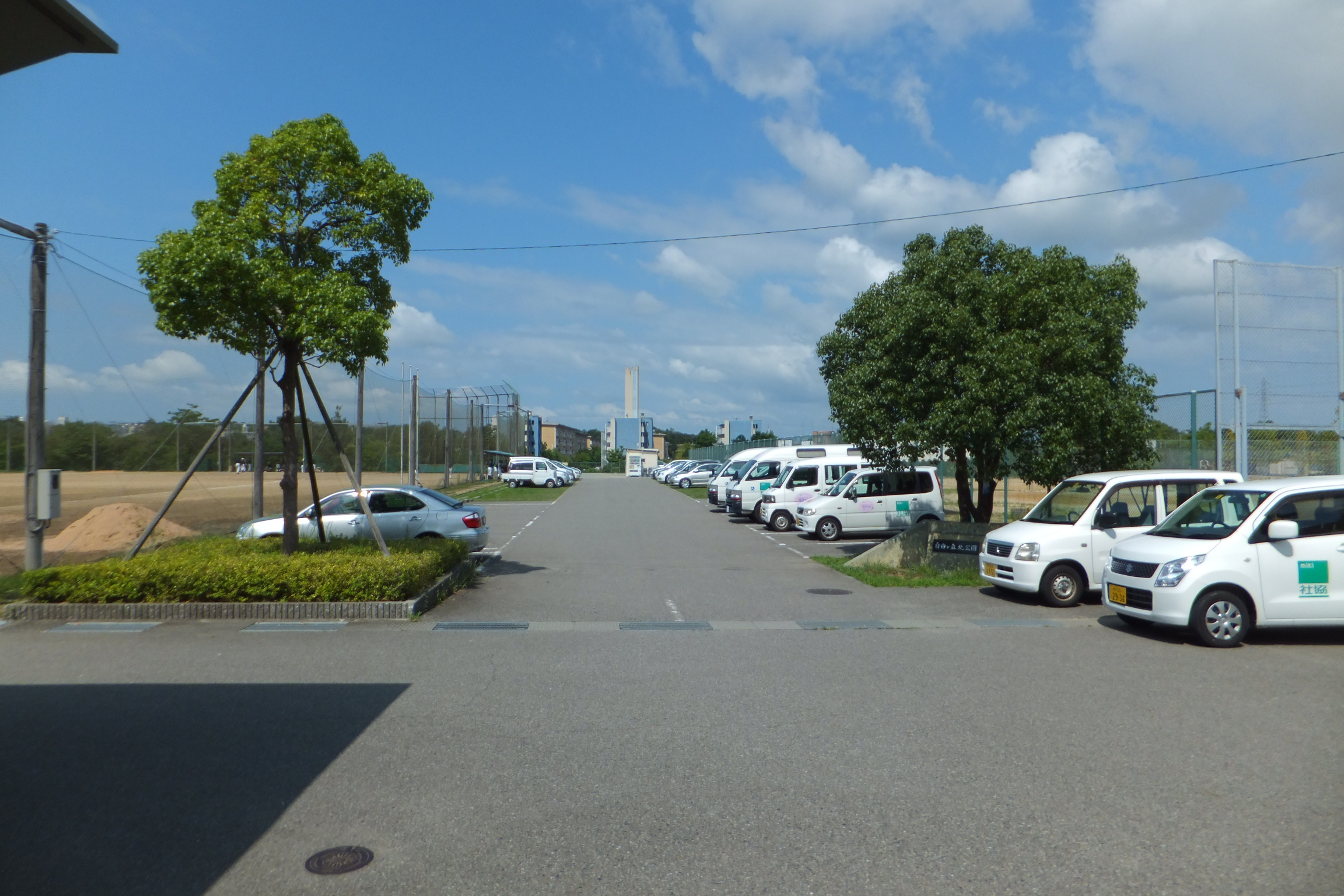
自由が丘北公園
- 浄善寺
- 妙覚寺

- 三木市立自由が丘中学校
- 三木市立志染保育所
- 三木山陽病院
- 自由が丘北公園

## 交通

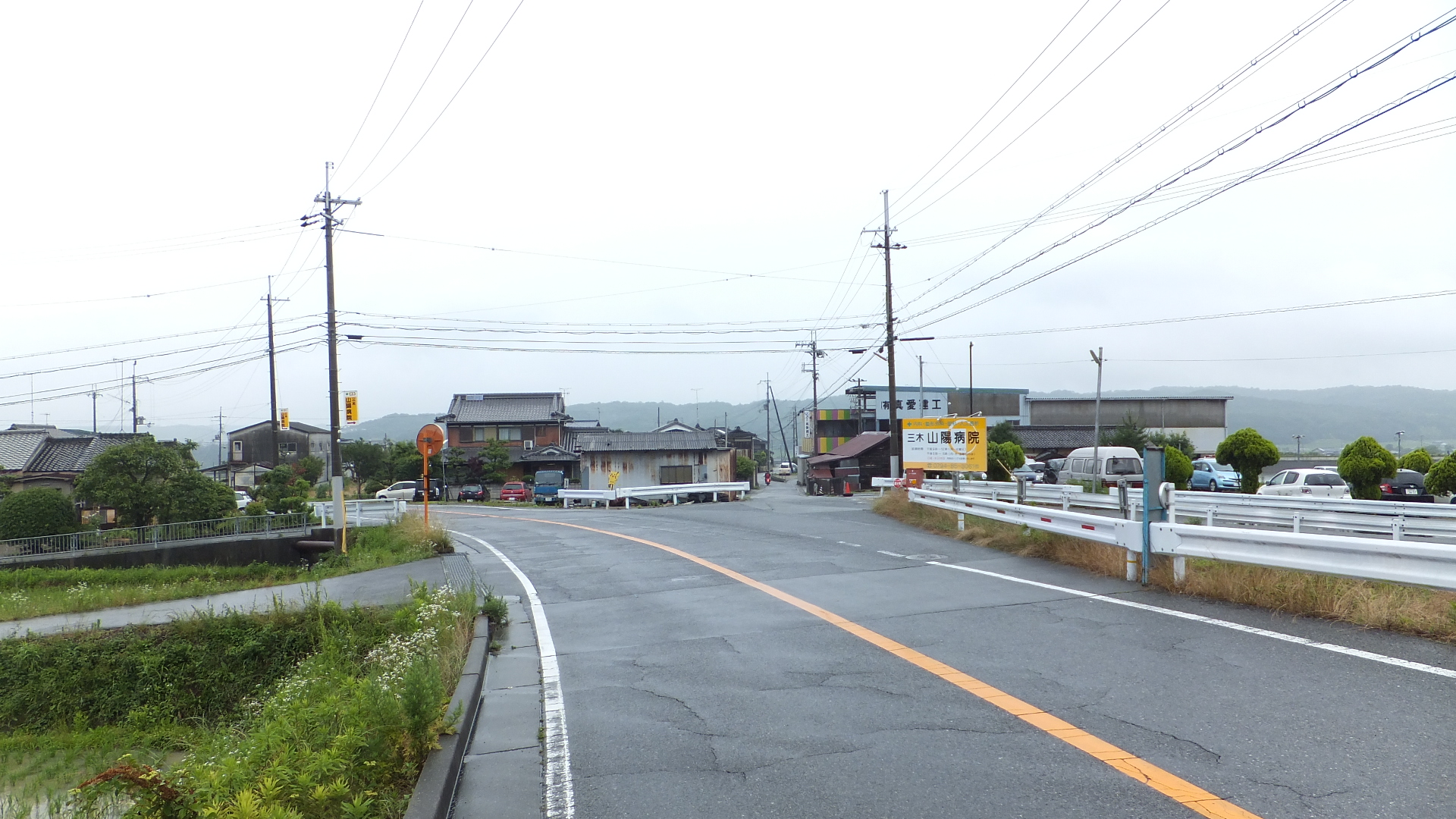
兵庫県道514号志染土山線

### 鉄道
地内には鉄道は通っていない。

### バス
- 神姫バス
  - 恵比須快速線
- みっきぃバス

### 道路
- 兵庫県道38号三木三田線
  - 志染バイパス
- 兵庫県道514号志染土山線